# ルーク・ムベテ＝タブ
ルーク・ムベテ＝タブ（Luke Mbete-Tabu、2003年9月18日 - ）は、イングランドとコンゴ民主共和国のサッカー選手。FCデン・ボス所属。ポジションはDF。

## クラブ歴
ロンドン生まれ。2012年にブレントフォードFCの下部組織に加入。ブレントフォードのアカデミーが2016年にBチームに改組すると同時に、彼はマンチェスター・シティ EDSに移籍。同年11月にはFAユースカップ決勝でジェームズ・マカティー、モーガン・ロジャーズとともに得点をあげて3-2でチェルシーFCを破りタイトル獲得に貢献した。
2021年9月21日のEFLカップ・ウィコム・ワンダラーズFC戦でスターティングメンバーに名を連ね、ジョシュ・ウィルソン＝エスブランド、フィンリー・バーンズ、CJ・イーガン＝ライリー、ロメオ・ラヴィアとともにトップチーム初出場を記録した。
2022年9月1日、ハダースフィールド・タウンFCにローン移籍。

## 代表歴
出生地のイングランドと、血筋のコンゴ民主共和国の代表資格を有している。アンダー年代ではイングランド代表として出場している。